# Kotelská vrchovina
Kotelská vrchovina je geomorfologický okrsek ve východní části Zákupské pahorkatiny ležící v okresech Česká Lípa a Liberec Libereckého kraje. Území okrsku vymezují sídla Kuřívody na jihu, Hlavice a Všelibice na středovýchodě a Světlá pod Ještědem, Osečná a Stráž pod Ralskem zvnějšku na severu.

## Charakter území

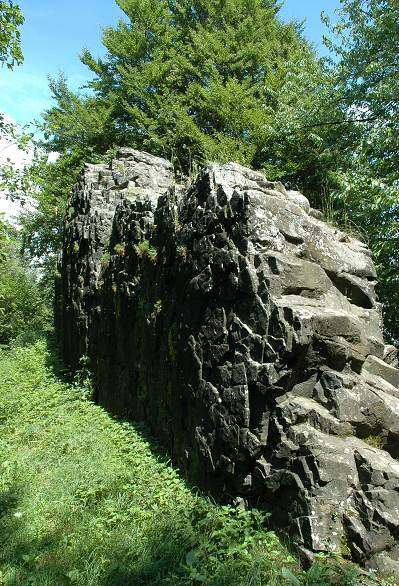
Čertův stolec, Čertova zeď

Kromě východní, hustěji obydlené části Všelibicka, zabírají většinu území neobydlené lesy a louky (převážně v oboře Židlov).
Okrsek zahrnuje chráněná území: PP Jelení vrchy, PP Rašeliniště Černého rybníka, PP Děvín a Ostrý, PP Široký kámen, PP Stohánek, PP Divadlo, NPP Čertova zeď, PPk Ještěd (část).

## Geomorfologické členění
Okrsek Kotelská vrchovina náleží do celku Ralská pahorkatina a podcelku Zákupská pahorkatina. Dále se člení na podokrsky Všelibická vrchovina, Zábrdská vrchovina, Děvínská pahorkatina na severu a Svébořická pahorkatina na jihozápadě. Vrchovina sousedí s dalšími okrsky Ralské pahorkatiny (Podještědská pahorkatina na severu, Cvikovská pahorkatina a Českolipská kotlina na západě, Bezdězská vrchovina na jihozápadě), s Jizerskou tabulí na jihu, Jičínskou pahorkatinou na východě a Ještědsko-kozákovským hřbetem na severovýchodě.

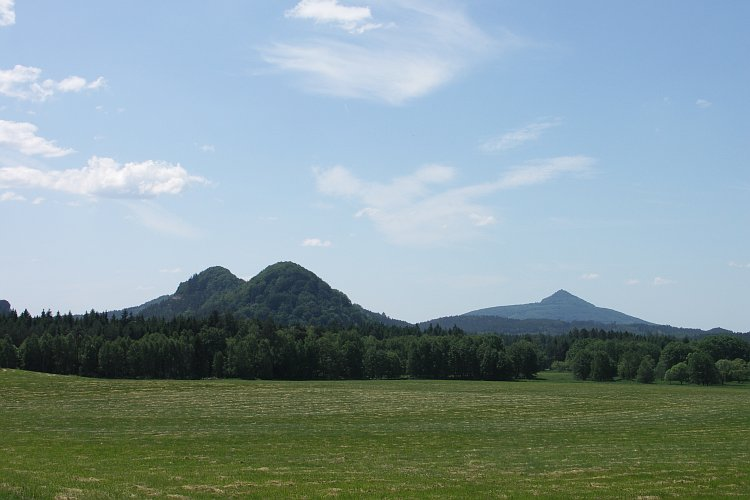
Děvínská pahorkatina, vpravo Ralsko

## Významné vrcholy
Nejvyšším vrcholem Kotelské vrchoviny je Mazova horka (569 m n. m.).
- Mazova horka (569 m), Všelibická vrchovina
- Ostrá horka (552 m), Zábrdská vrchovina
- Velký Jelení vrch (514 m), Děvínská pahorkatina
- Činkův kopec (507 m), Zábrdská vrchovina
- Jelínka (505 m), Všelibická vrchovina
- Zábrdský kopec (501 m), Zábrdská vrchovina
- Kotelský vrch (498 m), Všelibická vrchovina
- Malý Jelení vrch (497 m), Děvínská pahorkatina
- Čertova zeď (494 m), Všelibická vrchovina
- Pelousek (489 m), Všelibická vrchovina
- Ocasovský vrch (487 m), Děvínská pahorkatina
- Holičský vrch (467 m), Děvínská pahorkatina
- Kozí hřbet (437 m), Děvínská pahorkatina
- Hamerský Špičák (452 m), Děvínská pahorkatina
- Děvín (436 m), Děvínská pahorkatina
- Široký kámen (430 m), Děvínská pahorkatina